# Błażejowice (Silésie)
Pour les articles homonymes, voir Błażejowice.
Błażejowice (prononciation : [bwaʐɛjɔˈvit͡sɛ]) est une localité polonaise de la gmina de Wielowieś, située dans le powiat de Gliwice en voïvodie de Silésie.